# Sebastián Martínez Ríos
Sebastián Martínez Ríos (San Isidro, Buenos Aires, 28 de noviembre de 1972) es un piloto y empresario argentino del automovilismo de velocidad. Inició su carrera en 2009, dentro de la categoría promocional Fiat Linea Competizione, para luego dar el salto en el año 2011 al TC 2000. Tuvo también participaciones en el campeonato internacional FIA GT3, como así también esporádicas apariciones en la divisional Top Race Series. Su actividad no se limita solo a lo deportivo, sino también a lo empresarial, ya que junto a sus colegas Sebastián Pereyra y Alejandro Chahwan, comandan al equipo Pro Racing que participa en las categorías TC 2000 y Súper TC 2000, en esta última representando de manera oficial a la filial nacional de Chevrolet.

## Biografía
A pesar de no haber tenido formación previa en el deporte de motor, Sebastián Martínez se anotaría en la categoría promocional Fiat Linea Competizione, la cual estaba destinada a empresarios y aficionados del deporte motor. Dentro de esta categoría, iniciaría sus acciones en 2009, logrando cerrar el torneo en la undécima colocación con 31 puntos. Al año siguiente volvería a presentarse en esta categoría, logrando su primera victoria el 28 de junio de 2010 en el Autódromo Santiago Yaco Guarnieri de la Ciudad de Resistencia. Esta victoria lo posicionaría a Martínez en el torneo, quien finalmente cerraría el año en la tercera colocación con 103 unidades, luchando por el título contra el eventual campeón Eduardo Bracco y el exfutbolista Bruno Marioni. A la par de esta actividad, Martínez también participa de una competencia en la categoría Top Race Series al comando de un Alfa Romeo 156, pero sin un resultado relevante.
En 2011 y gracias a su posición en el torneo de la Fiat Linea Competizione, consigue ascender junto al campeón Eduardo Bracco al TC 2000, categoría que lo viera debutar al comando de un Renault Mégane II del equipo Vitelli Competición. Al mismo tiempo volvería a competir en el Top Race Series al comando de un Ford Mondeo II, pero nuevamente con una ínfima participación.
El 2012 sería el año de despegue para Martínez, ya que sería convocado por el equipo Pro Racing, quien tuviera bajo su cargo hasta el año anterior la representación oficial de Fiat Argentina en el «joven» TC 2000. Sin embargo, la salida de la marca de esta sociedad, llevó al encargado de la escudería Edgardo Porfiri a vender las acciones del equipo, debido a los altos costos que debía pagar en la preparación de sus vehículos, costos que se incrementaban sin el apoyo oficial de filial de Fiat. En ese contexto, Martínez conformaría un grupo accionario tripartito junto a sus colegas Sebastián Pereyra y Alejandro Chahwan, con quienes finalmente se convertirían en acreedores del equipo, iniciando así una nueva etapa en sus carreras deportivas. En lo deportivo, ese año Martínez tuvo un buen inicio logrando tres podios, el primero en una competencia de exhibición realizada en el callejero de Buenos Aires, mientras que los restantes fueron en las competencias desarrolladas en el Autódromo Municipal Juan Manuel Fangio de la ciudad de Rosario y en el Autódromo Ciudad de Oberá. Finalmente y tras la incorporación a mitad de torneo del cordobés Franco Girolami, Martínez contribuiría en ayudando en la obtención del campeonato por parte de su compañero, quien obtuviera ese año cuatro victorias de manera consecutiva.

## Resumen de carrera
| Temporada | Categoría                                                       | Equipo                | Carreras | Victorias | Poles | VR | Podios | Puntos | Pos.  |
| --------- | --------------------------------------------------------------- | --------------------- | -------- | --------- | ----- | -- | ------ | ------ | ----- |
| 2009      | Fiat Linea Competizione                                         | FS Motorsport         | 9        | 0         | 0     | 0  | 1      | 31     | 11.º  |
| 2010      | Fiat Linea Competizione                                         | FS Motorsport         | 11       | 1         | 1     | 1  | 7      | 103    | 3.º   |
| 2011      | Blancpain Endurance Series                                      | Team Rhino's Leipert  | 1        | 0         | 0     | 0  | 0      | 8      | 21.º  |
| 2011      | Turismo Competición 2000                                        | Vitelli Competición   | 13       | 0         | 0     | 0  | 0      | -      | NC    |
| 2011      | Turismo Competición 2000 Copa de Pilotos Privados               | Vitelli Competición   | 13       | 0         |       |    | 0      | 6      | 12.º  |
| 2011      | Top Race Series                                                 | JE Motorsport         | 1        | 0         | 0     | 0  | 0      | -      | NC    |
| 2011      | Campeonato de Nürburgring de Resistencia de la VLN              | Teichmann Racing GmbH | 1        | 0         | 0     | 0  | 0      | 2,5    | 962.º |
| 2011      | Campeonato de Nürburgring de Resistencia de la VLN - Clase SP10 | Teichmann Racing GmbH | 1        | 0         | 0     | 0  | 0      | -      | -     |
| 2011      | Campeonato de Nürburgring de Resistencia de la VLN - Clase CUP3 | Teichmann Racing GmbH | 1        | 0         | 0     | 0  | 0      | -      | -     |
| 2012      | TC 2000                                                         | Pro Racing            | 10       | 0         | 0     | 0  | 2      | 88     | 6.º   |
| 2013      | TC 2000                                                         | Pro Racing            | 12       | 0         | 0     | 1  | 0      | 72     | 9.º   |
| 2014      | TC 2000                                                         | Pro Racing            | 12       | 0         | 0     | 0  | 0      | 51     | 16.º  |
| 2015      | TC 2000                                                         | Pro Racing            | 21       | 0         | 0     | 0  | 0      | 20     | 26.º  |
| 2016      | TC 2000                                                         | Pro Racing            | 10       | 0         | 0     | 0  | 0      | 12,5   | 30.º  |
| 2017      | TC 2000                                                         | Pro Racing            | 12       | 0         | 0     | 1  | 0      | 53,5   | 21.º  |
| 2018      | TC 2000                                                         | Pro Racing            | 7        | 0         | 0     | 0  | 1      | 46     | 25.º  |
| Fuente:   |                                                                 |                       |          |           |       |    |        |        |       |

## Resultados

### Turismo Competición 2000
| Año  | Equipo              | Auto              | 1   | 2   | 3   | 4   | 5   | 6   | 7   | 8   | 9   | 10  | 11  | 12  | 13  | Res. | Puntos |
| ---- | ------------------- | ----------------- | --- | --- | --- | --- | --- | --- | --- | --- | --- | --- | --- | --- | --- | ---- | ------ |
| 2011 |                     |                   | GR  | SFE | SFE | SMM | SJU | RES | AG  | TRH | LPL | TRE | JUN | PDF | PAR | -    | 0      |
| 2011 | Vitelli Competición | Renault Mégane II | Ret | Ret | Ret | Ex. | Ret | 25  | Ret | 28  | Ret | 27  | 29  | 27† | 24  | -    | 0      |

#### Copa de Pilotos Privados
| Año  | Equipo              | Auto              | 1   | 2   | 3   | 4   | 5   | 6   | 7   | 8   | 9   | 10  | 11  | 12  | 13  | Res. | Puntos |
| ---- | ------------------- | ----------------- | --- | --- | --- | --- | --- | --- | --- | --- | --- | --- | --- | --- | --- | ---- | ------ |
| 2011 |                     |                   | GR  | SFE | SFE | SMM | SJU | RES | AG  | TRH | LPL | TRE | JUN | PDF | PAR | 12°  | 6      |
| 2011 | Vitelli Competición | Renault Mégane II | Ret | Ret | Ret | Ex. | Ret | 8   | Ret | 6   | Ret | 5   | 5   | 6†  | 7   | 12°  | 6      |

### TC 2000
| Año  | Equipo     | Auto               | 1    | 2    | 3     | 4     | 5    | 6     | 7     | 8     | 9     | 10     | 11    | 12   | 13    | 14     | 15     | 16     | 17    | 18    | 19  | 20     | 21  | 22  | 23  | Res. | Puntos |
| ---- | ---------- | ------------------ | ---- | ---- | ----- | ----- | ---- | ----- | ----- | ----- | ----- | ------ | ----- | ---- | ----- | ------ | ------ | ------ | ----- | ----- | --- | ------ | --- | --- | --- | ---- | ------ |
| 2012 |            |                    | ROS  | SJU  | GR    | OBE   | RAF  | SMM   | RC    | SFE   | SAL   | PDF    |       |      |       |        |        |        |       |       |     |        |     |     |     | 6°   | 88     |
| 2012 | Pro Racing | Fiat Linea         | 2    | Ret  | 9     | 3     | 10   | Ret   | Ret   | 7     | 6     | 7      |       |      |       |        |        |        |       |       |     |        |     |     |     | 6°   | 88     |
| 2013 |            |                    | RC   | BA I | RAF   | AG    | LP   | CON   | OLA   | ROS   | SJO   | JUN    | BA II | PDF  |       |        |        |        |       |       |     |        |     |     |     | 9°   | 72     |
| 2013 | Pro Racing | Fiat Linea         | 4    | 5    | 14    | 13    | 5    | Ret   | 11†   | 8     | Ret   | 17†    | 13    | 10   |       |        |        |        |       |       |     |        |     |     |     | 9°   | 72     |
| 2014 |            |                    | AG I | LP   | JUN   | MER   | BA I | PAR I | RC    | CON   | BA II | PAR II | AG II | GR   |       |        |        |        |       |       |     |        |     |     |     | 16°  | 51     |
| 2014 | Pro Racing | Fiat Linea         | 7    | 10   | 14    | Ex.   | Ret  | 18    | 11    | 8     | 18    | 10     | 13    | 9    |       |        |        |        |       |       |     |        |     |     |     | 16°  | 51     |
| 2015 |            |                    | AG   | AG   | CON   | CON   | BA   | BA    | MER   | JUN   | JUN   | LP I   | LP I  | NDJ  | RAF   | RAF    | LP II  | LP II  | SL    | SL    | RC  | RC     | CDU | CDU |     | 26°  | 20     |
| 2015 | Pro Racing | Chevrolet Cruze I  | 19   | Ret  | Ex.   | 12    | Ret  | NL    | 16    | 9     | 7     | 15†    | 22    | Ret  | 14    | 12     | 21     | 14     | Ret   | 9     | 5   | 10     | Ret | 15  |     | 26°  | 20     |
| 2016 |            |                    | SMM  | SMM  | CON I | CON I | BA I | BA I  | SJO   | SJO   | LP    | LP     | CDU   | CDU  | BA II | BA II  | CON II | CON II | RAF   | RAF   | AG  | RC     | RC  | PAR | PAR | 30°  | 12,5   |
| 2016 | Pro Racing | Fiat Linea         |      |      |       |       |      |       | 21    | 13    |       |        |       |      |       |        | 15     | 18     | Ret   | 13    |     | 16     | Ret | 14  | 15  | 30°  | 12,5   |
| 2017 |            |                    | AG I | AG I | BA I  | BA I  | CDU  | CDU   | PAR I | PAR I | RC    | RC     | BA II | SL   | SL    | PAR II | PAR II | AG II  | SMM   | CON   | CON | BA III |     |     |     | 21°  | 53,5   |
| 2017 | Pro Racing | Chevrolet Cruze I  | Ret  | 15   | 18    | 15    |      |       |       |       | 10    | Ret    |       | 11   | 13    | Ret    | 7      | 7      | 18    |       |     |        |     |     |     | 21°  | 53,5   |
| 2017 | Pro Racing | Chevrolet Cruze II |      |      |       |       |      |       |       |       |       |        |       |      |       |        |        |        |       | Ex.   | 14  | 14     |     |     |     | 21°  | 53,5   |
| 2018 |            |                    | AG I | AG I | CDU   | CDU   | CON  | CON   | RC    | RC    | BA    | LP     | LP    | SL I | SL I  | AG II  | SMM    | SMM    | SL II | SL II | ROS | ROS    | PAR | PAR |     | 25°  | 46     |
| 2018 | Pro Racing | Chevrolet Cruze II | 2    | 16   | 16    | 11    | 7    | 11    | 18†   | Ret   |       |        |       |      |       |        |        |        |       |       |     |        |     |     |     | 25°  | 46     |

### Top Race
| Temporada            | Categoría       | Vehículo       | Equipo        | Posición final  |
| -------------------- | --------------- | -------------- | ------------- | --------------- |
| Torneo Clausura 2010 | Top Race Series | Alfa Romeo 156 | FS Motorsport | 42.º (0 puntos) |
| 2011                 | Top Race Series | Ford Mondeo II | JE Motorsport | 56.º (0 puntos) |